# Joseph Tastu
Pour les articles homonymes, voir Tastu.
Joseph Pierre Jacques Tastu, né le 26 août 1787 à Perpignan et mort le 21 janvier 1849 à Paris, est un imprimeur et érudit catalaniste français.

## Biographie
Fils de l'imprimeur-libraire de Perpignan Pierre Tastu (1758-1822), Joseph Tastu apprend le métier chez son père puis, en 1814, part se perfectionner à Paris, où il collabore aussi à des journaux d'opposition. En octobre 1816, il épouse à Choisy-le-Roi,  Sabine-Casimire-Amable Voïart,  connue sous le pseudonyme d'Amable Tastu (1795-1885), auteure de nombreux ouvrages littéraires et pédagogiques.
Il retourne travailler à Perpignan en association avec son père, sous la raison P. Tastu père et fils, de janvier 1817 à décembre 1820. À partir de décembre 1816, il devient rédacteur de la Feuille d'affiches puis du Journal de Perpignan. Il achète en 1819 l'imprimerie libérale des frères Baudouin et s'y établit dès 1821 au no 36 rue de Vaugirard. Breveté imprimeur à Paris le 12 août 1822, il est possesseur de manuscrits de l'abbé Joseph-Jean Rive. En 1831, à la suite de mauvaises affaires, il se retire. Jacques-Henry Dupuy est breveté en sa succession le 5 juillet 1831. Des publications paraissent cependant encore sous le nom de J. Tastu en 1832 et 1833.
Attaché puis conservateur à la bibliothèque Sainte-Geneviève à Paris, il est membre de la Société de l'histoire de France et de l'Académie royale de Madrid. Il est l'auteur de travaux sur la langue et la littérature catalanes ainsi que d'une monographie L'Empereur Napoléon. Tableaux et récits des batailles, combats, actions et faits militaires des armées sous leur immortel général (Paris, 1837). Ses archives sont conservées par les Affaires étrangères dans leur centre de La Courneuve (167PAAP)[réf. nécessaire]. Il meurt, le 21 janvier 1849 au 22 rue de Vaugirard dans l'actuel 6e arrondissement de Paris, à la survivance de son épouse.